# Filipína Welserová
Filipína Welserová (1527, Augsburg – 24. dubna 1580, zámek Ambras, Innsbruck) byla rakouská šlechtična. Pocházela z augsburské patricijské rodiny Welserů a v roce 1557 se stala první manželkou arcivévody Ferdinanda II. Tyrolského. Proslula jako skvělá kuchařka a bylinkářka.

## Původ
Narodila se z manželství kupce Františka Antona Welsera (1497–1572) a Anny Adlerové (1507–1572). Její otec, stejně jako strýc Bartoloměj, pocházel z přední bankéřské rodiny, která půjčovala peníze i samotnému císaři.

## Životopis

### Seznámení s Ferdinandem
Zřejmě v roce 1548 nebo 1551 se v Augšpurku seznámila se synem císaře Ferdinanda I. a českým místodržícím Ferdinandem II., který svého otce doprovázel na císařský sněm. V roce 1555 se s ním potkala opět, tentokrát na masopustním bále v Plzni, kam se uchýlil dvůr zemského správce Ferdinanda II. před morovou epidemií, která byla v Praze. Několikrát se setkali také na zámku Březnice, který patřil její tetě Kateřině z Lokšan, a kde byl Ferdinand II. častým hostem.

### Utajené manželství
V lednu 1557 se na Březnici Ferdinand s Filipínou vzali, ale sňatek proběhl tajně, protože nevěsta nebyla ženichovi rovna rodem. Rok po svatbě se novomanželům narodil první syn Andreas, který musel být položen mezi dveře zámku, aby se ho mohla Filipína ujmout jako nalezence. Tak se asi stalo i po narození dalších dětí.
Císař Ferdinand I. se o synově sňatku zřejmě dozvěděl až po narození vnuka Andrease, přesné datum ani císařova reakce nejsou známé.

Rodem nepřijatelné potomky vyloučil z následnictví, ale manželství toleroval, pod podmínkou, že zůstane utajeno. Filipína se proto nikde a nikdy nemohla objevit po manželově boku. Po nástupu císaře Maxmiliána II. na trůn se Filipínina situace trochu zlepšila.
Nějaký čas pobývali manželé na Křivoklátě, kde se za podpory Filipíny zlepšily podmínky dvou tamních vězňů, kterými byli biskup Jan Augusta a kněz Jakub Bílek. Od roku 1567, kdy se Ferdinand ujal vlády v Tyrolsku, žili na zámku Ambras nedaleko Innsbrucku. Tento zámek je považován za jeden z nejvelkolepějších zámků své doby.
Dvakrát bylo od Ferdinanda žádáno, aby svůj sňatek s Filipínou zrušil. Poprvé ustoupili Tyrolští stavové a podruhé v roce 1572 Ferdinand, když odmítl polský trůn, jehož přijetí bylo podmiňováno rozchodem s Filipínou.

### Uznaný sňatek a smrt
V roce 1576, pouhé čtyři roky před Filipíninou smrtí, uznal manželství papež. Filipína trpěla nemocí jater, která byla příčinou její smrti v roce 1580. Místem jejího odpočinku se stala Stříbrná kaple v innsbruckém dvorním kostele.
Ferdinand Tyrolský se po smrti manželky znovu oženil v roce 1582 se svou neteří Annou Kateřinou z rodu Gonzagů.

## Potomci
- 1. Ondřej (15. 6. 1558 Březnice – 12. 11. 1600 Řím), kardinál, biskup v Kostnici a Brixenu[4]
- 2. Karel (22. 11. 1560 Křivoklát – 31. 10. 1618 Überlingen), markrabě z Burgau, hrabě nellenburský a hohenberský[5]
⚭ 1601 Sibylla z Jülichu-Kleve-Bergu (26. 8. 1557 Kleve – 6. 12. 1627 Günzburg)[6]
- 3. Marie (7. 8. 1562 – 25. 1. 1563), rakouská arcivévodkyně[7]
- 4. Filip (7. 8. 1562 – 9. 1. 1563), rakouský arcivévoda[8]